# Nieuw-Zeeland op de Olympische Zomerspelen 2020
Nieuw-Zeeland nam deel aan de Olympische Zomerspelen 2020 in Tokio, Japan.

## Medailleoverzicht
| Sport       | Olympiër(s) | Onderdeel          | Medaille |
| ----------- | --- | ------------------ | -------- |
| Kanovaren   | Lisa Carrington | K-1 200m (v)       | Goud     |
| Kanovaren   | Lisa Carrington | K-1 500m (v)       | Goud     |
| Kanovaren   | Lisa Carrington Kerri Gowler | K-1 500m (v)       | Goud     |
| Roeien      | Tom Mackintosh Hamish Bond Tom Murray Michael Brake Dan Williamson Phillip Wilson Shaun Kirkham Matt Macdonald Sam Bosworth (s)                                                                                                  | acht (m)           | Goud     |
| Roeien      | Emma Twigg | skiff (m)          | Goud     |
| Roeien      | Kerri Gowler Grace Prendergast | twee-zonder (v)    | Goud     |
| Rugby       | Rugby sevensteam vrouwen Michaela Blyde Kelly Brazier Gayle Broughton Theresa Fitzpatrick Stacey Fluhler Sarah Hirini Shiray Kaka Tyla Nathan-Wong Ruby Tui Risi Pouri-Lane Alena Saili Tenika Willison Portia Woodman           | vrouwen            | Goud     |
|             | |                    |          |
| Roeien      | Brooke Donoghue Hannah Osborne | dubbel-twee (v)    | Zilver   |
| Roeien      | Ella Greenslade Emma Dyke Lucy Spoors Kelsey Bevan Grace Prendergast Kerri Gowler Beth Ross Jackie Gowler Caleb Shepherd (m) | acht (v)           | Zilver   |
| Rugby       | Rugby sevensteam mannen Kurt Baker Dylan Collier Scott Curry Sam Dickson Andrew Knewstubb Ngarohi McGarvey-Black Tim Mikkelson Sione Molia Etene Nanai-Seturo Tone Ng Shiu Amanaki Nicole William Warbrick Regan Ware Joe Webber | mannen             | Zilver   |
| Wielersport | Campbell Stewart | omnium (m)         | Zilver   |
| Wielersport | Ellesse Andrews | keirin (v)         | Zilver   |
| Zeilen      | Peter Burling Blair Tuke | 49er (m)           | Zilver   |
|             | |                    |          |
| Atletiek    | Tom Walsh | kogelstoten (m)    | Brons    |
| Atletiek    | Valerie Adams | kogelstoten (v)    | Brons    |
| Boksen      | David Nyika | zwaar (-91 kg) (m) | Brons    |
| Golf        | Lydia Ko | vrouwen            | Brons    |
| Gymnastiek  | Dylan Schmidt | Trampoline (m)     | Brons    |
| Tennis      | Marcus Daniell Michael Venus | dubbelspel (m)     | Brons    |
| Triatlon    | Hayden Wilde | mannen             | Brons    |

## Atleten
| sport          | mannen | vrouwen | totaal |
| -------------- | ------ | ------- | ------ |
| Atletiek       | 8      | 5       | 13     |
| Boksen         | 1      | 0       | 1      |
| Gewichtheffen  | 2      | 3       | 5      |
| Golf           | 1      | 1       | 2      |
| Gymnastiek     | 2      | 1       | 3      |
| Hockey         | 16     | 16      | 32     |
| Kanovaren      | 3      | 5       | 8      |
| Karate         | 0      | 1       | 1      |
| Paardensport   | 5      | 1       | 6      |
| Roeien         | 15     | 15      | 30     |
| Rugby          | 13     | 13      | 26     |
| Schietsport    | 0      | 2       | 2      |
| Schoonspringen | 1      | 0       | 1      |
| Surfen         | 1      | 1       | 2      |
| Taekwondo      | 1      | 0       | 1      |
| Tennis         | 2      | 0       | 2      |
| Triatlon       | 2      | 2       | 4      |
| Voetbal        | 22     | 22      | 44     |
| Wielersport    | 12     | 8       | 20     |
| Zeilen         | 7      | 3       | 10     |
| Zwemmen        | 2      | 5       | 7      |
| totaal         | 116    | 104     | 220    |

## Sporten

### Atletiek
Mannen
Loopnummers
| atleet         | onderdeel          | series  | series | kwartfinale | kwartfinale | halve finale   | halve finale   | finale         | finale         |
| atleet         | onderdeel          | tijd    | rang   | tijd        | rang        | tijd           | rang           | tijd           | rang           |
| -------------- | ------------------ | ------- | ------ | ----------- | ----------- | -------------- | -------------- | -------------- | -------------- |
| Sam Tanner     | 1500m              | 3.43,22 | 9      | n.v.t.      | n.v.t.      | niet geplaatst | niet geplaatst | niet geplaatst | niet geplaatst |
| Nick Willis    | 1500m              | 3.36,88 | 7 q    | n.v.t.      | n.v.t.      | 3.35,41        | 9              | niet geplaatst | niet geplaatst |
| Quentin Rew    | 50 km snelwandelen | n.v.t.  | n.v.t. | n.v.t.      | n.v.t.      | n.v.t.         | n.v.t.         | 3:57.33        | 16             |
| Malcolm Hicks  | marathon           | n.v.t.  | n.v.t. | n.v.t.      | n.v.t.      | n.v.t.         | n.v.t.         | 2:23.12        | 63             |
| Zane Robertson | marathon           | n.v.t.  | n.v.t. | n.v.t.      | n.v.t.      | n.v.t.         | n.v.t.         | 2:17.04        | 35             |

Technische nummers
| atleet      | onderdeel    | kwalificaties | kwalificaties | finale  | finale |
| atleet      | onderdeel    | afstand       | rang          | afstand | rang   |
| ----------- | ------------ | ------------- | ------------- | ------- | ------ |
| Jacko Gill  | kogelstoten  | 20,96         | 9 q           | 20,71   | 9      |
| Tom Walsh   | kogelstoten  | 21,49         | 2 Q           | 22,47   | Brons  |
| Hamish Kerr | hoogspringen | 2,28          | 4 q           | 2,30    | 10     |

Vrouwen
Loopnummers
| atlete          | onderdeel | series   | series | kwartfinale | kwartfinale | halve finale | halve finale | finale         | finale         |
| atlete          | onderdeel | tijd     | rang   | tijd        | rang        | tijd         | rang         | tijd           | rang           |
| --------------- | --------- | -------- | ------ | ----------- | ----------- | ------------ | ------------ | -------------- | -------------- |
| Camille Buscomb | 5000 m    | 15.24,39 | 14     | n.v.t.      | n.v.t.      | n.v.t.       | n.v.t.       | niet geplaatst | niet geplaatst |
| Camille Buscomb | 10000 m   | n.v.t.   | n.v.t. | n.v.t.      | n.v.t.      | n.v.t.       | n.v.t.       | 32.10,49       | 19             |

Technische nummers
| atlete          | onderdeel      | kwalificaties | kwalificaties | finale         | finale         |
| atlete          | onderdeel      | afstand       | rang          | afstand        | rang           |
| --------------- | -------------- | ------------- | ------------- | -------------- | -------------- |
| Valerie Adams   | kogelstoten    | 18,83         | 6 Q           | 19,62          | Brons          |
| Maddi Wesche    | kogelstoten    | 18,65         | 11 q          | 18,98          | 6              |
| Lauren Bruce    | kogelslingeren | 67,71         | 23            | niet geplaatst | niet geplaatst |
| Julia Ratcliffe | kogelslingeren | 73,20         | 6 q           | 72,69          | 9              |

### Boksen
Mannen
| atleet      | onderdeel    | eerste ronde         | tweede ronde         | kwartfinale          | halve finale            | finale               | finale |
| atleet      | onderdeel    | tegenstander uitslag | tegenstander uitslag | tegenstander uitslag | tegenstander uitslag    | tegenstander uitslag | rang   |
| ----------- | ------------ | -------------------- | -------------------- | -------------------- | ----------------------- | -------------------- | ------ |
| David Nyika | zwaargewicht | bye                  | Baalla W 5 - 0       | Smiahlikau W 5 - 0   | Gadzhimagomedov V 1 - 4 | niet geplaatst       | Brons  |

### Gewichtheffen
Mannen
| atlete            | onderdeel | trekken | trekken | stoten | stoten | totaal | rang |
| atlete            | onderdeel | score   | rang    | score  | rang   | totaal | rang |
| ----------------- | --------- | ------- | ------- | ------ | ------ | ------ | ---- |
| Cameron McTaggart | -81 kg    | 140     | 13      | 175    | 11     | 315    | 11   |
| David Liti        | +109 kg   | 178     | 9       | 236    | 3      | 414    | 5    |

Vrouwen
| atlete             | onderdeel | trekken | trekken | stoten | stoten | totaal | rang |
| atlete             | onderdeel | score   | rang    | score  | rang   | totaal | rang |
| ------------------ | --------- | ------- | ------- | ------ | ------ | ------ | ---- |
| Kanah Andrews-Nahu | -87 kg    | 94      | 13      | 112    | 13     | 206    | 13   |
| Laurel Hubbard     | +87 kg    | no mark | DNF     | DNF    | DNF    | DNF    | DNF  |

### Golf
Mannen
| atleet   | onderdeel | eerste ronde | tweede ronde | derde ronde | vierde ronde | totaal | totaal | totaal |
| atleet   | onderdeel | score        | score        | score       | score        | score  | par    | rang   |
| -------- | --------- | ------------ | ------------ | ----------- | ------------ | ------ | ------ | ------ |
| Ryan Fox | mannen    | 70           | 72           | 73          | 64           | 279    | -5     | 42     |

Vrouwen
| atlete   | onderdeel | eerste ronde | tweede ronde | derde ronde | vierde ronde | totaal | totaal | totaal |
| atlete   | onderdeel | score        | score        | score       | score        | score  | par    | rang   |
| -------- | --------- | ------------ | ------------ | ----------- | ------------ | ------ | ------ | ------ |
| Lydia Ko | vrouwen   | 70           | 67           | 66          | 65           | 269    | -16    | Brons  |

### Gymnastiek

#### Turnen
Mannen
| atleet       | onderdeel | kwalificatie | kwalificatie | kwalificatie | kwalificatie | kwalificatie | kwalificatie | kwalificatie | kwalificatie | finale         | finale         | finale         | finale         | finale         | finale         | finale         | finale         |
| atleet       | onderdeel | toestel      | toestel      | toestel      | toestel      | toestel      | toestel      | totaal       | positie      | toestel        | toestel        | toestel        | toestel        | toestel        | toestel        | totaal         | positie        |
| atleet       | onderdeel | vloer        | voltige      | ringen       | sprong       | brug         | rekstok      | totaal       | positie      | vloer          | voltige        | ringen         | sprong         | brug           | rekstok        | totaal         | positie        |
| ------------ | --------- | ------------ | ------------ | ------------ | ------------ | ------------ | ------------ | ------------ | ------------ | -------------- | -------------- | -------------- | -------------- | -------------- | -------------- | -------------- | -------------- |
| Bart Deurloo | meerkamp  | 13,433       | 12,466       | 12,600       | 13,766       | 14,433       | 11,366       | 78,064       | 52           | niet geplaatst | niet geplaatst | niet geplaatst | niet geplaatst | niet geplaatst | niet geplaatst | niet geplaatst | niet geplaatst |

#### Trampoline
Mannen
| atleet        | onderdeel  | kwalificaties | kwalificaties | kwalificaties | kwalificaties | finale | finale |
| atleet        | onderdeel  | routine 1     | routine 2     | totale score  | rang          | score  | rang   |
| ------------- | ---------- | ------------- | ------------- | ------------- | ------------- | ------ | ------ |
| Dylan Schmidt | trampoline | 52,451        | 59,705        | 112,120       | 3 Q           | 60,675 | Brons  |

Vrouwen
| atleet          | onderdeel  | kwalificaties | kwalificaties | kwalificaties | kwalificaties | finale         | finale         |
| atleet          | onderdeel  | routine 1     | routine 2     | totale score  | rang          | score          | rang           |
| --------------- | ---------- | ------------- | ------------- | ------------- | ------------- | -------------- | -------------- |
| Maddie Davidson | trampoline | 47,870        | 45,270        | 93,140        | 10            | niet geplaatst | niet geplaatst |

### Hockey
Mannen
| Olympiër | Onderdeel | Resultaat | Prestatie |
| --- | --------- | --------- | --------- |
| David Brydon Dane Lett Nicholas Ross Jacob Smith Sam Lane Jared Panchia Nicholas Woods Leon Hayward Kane Russell Blair Tarrant Dylan Thomas Sean Findley Shea McAleese Stephen Jenness Hugo Inglis George Muir Steve Edwards Nicholas Wilson | mannen    | 9         | zie onder |

| Groep |               |             |             |             |             |            |            |            |        |
| #     | Land          | Wedstrijden | Wedstrijden | Wedstrijden | Wedstrijden | Doelpunten | Doelpunten | Doelpunten | Punten |
| #     | Land          | GW          | W           | G           | V           | V          | T          | Saldo      | Punten |
| 1     | Australië     | 5           | 4           | 1           | 0           | 22         | 9          | +13        | 13     |
| 2     | India         | 5           | 4           | 0           | 1           | 15         | 13         | +2         | 12     |
| 3     | Argentinië    | 5           | 2           | 1           | 2           | 10         | 11         | -1         | 7      |
| 4     | Spanje        | 5           | 1           | 2           | 2           | 9          | 10         | -1         | 5      |
| 5     | Nieuw-Zeeland | 5           | 1           | 1           | 3           | 11         | 16         | -5         | 4      |
| 6     | Japan         | 5           | 0           | 1           | 4           | 10         | 18         | -8         | 1      |

| Ronde        | Datum          | Lokale tijd    | MEZT           | Land           | Score          | Land           |  |
| ------------ | -------------- | -------------- | -------------- | -------------- | -------------- | -------------- |  |
| groepsfase   |                |                |                |                |                |                |  |
| 24 juli 2021 | 10:00          | 03:00          | Nieuw-Zeeland  | 2 - 3          | India          |                |  |
| 25 juli 2021 | 20:45          | 13:45          | Spanje         | 3 - 4          | Nieuw-Zeeland  |                |  |
| 27 juli 2021 | 11:45          | 04:45          | Japan          | 2 - 2          | Nieuw-Zeeland  |                |  |
| 28 juli 2021 | 21:45          | 14:45          | Australië      | 4 - 2          | Nieuw-Zeeland  |                |  |
| 30 juli 2021 | 19:00          | 12:00          | Argentinië     | 4 - 1          | Nieuw-Zeeland  |                |  |
|              |                |                |                |                |                |                |  |
| kwartfinale  | niet geplaatst | niet geplaatst | niet geplaatst | niet geplaatst | niet geplaatst | niet geplaatst |  |
|              |                |                |                |                |                |                |  |
| halve finale | niet geplaatst | niet geplaatst | niet geplaatst | niet geplaatst | niet geplaatst | niet geplaatst |  |
|              |                |                |                |                |                |                |  |
| finale       | niet geplaatst | niet geplaatst | niet geplaatst | niet geplaatst | niet geplaatst | niet geplaatst |  |

Vrouwen
| Olympiër | Onderdeel | Resultaat | Prestatie |
| --- | --------- | --------- | --------- |
| Tarryn Davey Olivia Shannon Olivia Merry Frances Davies Hope Ralph Julia King Ella Gunson Sam Charlton Graco O'Hanlon Elizabeth Thompson Stephanie Dichkins Tessa Jopp Megan Hull Katie Doar Rose Keddell Kelsey Smith Holly Pearson Stacey Michelsen | vrouwen   | 8         | zie onder |

| Groep |               |             |             |             |             |            |            |            |        |
| #     | Land          | Wedstrijden | Wedstrijden | Wedstrijden | Wedstrijden | Doelpunten | Doelpunten | Doelpunten | Punten |
| #     | Land          | GW          | W           | G           | V           | V          | T          | Saldo      | Punten |
| 1     | Australië     | 5           | 4           | 1           | 0           | 22         | 9          | +13        | 13     |
| 2     | India         | 5           | 4           | 0           | 1           | 15         | 13         | +2         | 12     |
| 3     | Argentinië    | 5           | 2           | 1           | 2           | 10         | 11         | -1         | 7      |
| 4     | Spanje        | 5           | 1           | 2           | 2           | 9          | 10         | -1         | 5      |
| 5     | Nieuw-Zeeland | 5           | 1           | 1           | 3           | 11         | 16         | -5         | 4      |
| 6     | Japan         | 5           | 0           | 1           | 4           | 10         | 18         | -8         | 1      |

| Ronde        | Datum           | Lokale tijd    | MEZT           | Land           | Score          | Land           |  |
| ------------ | --------------- | -------------- | -------------- | -------------- | -------------- | -------------- |  |
| groepsfase   |                 |                |                |                |                |                |  |
| 25 juli 2021 | 12:15           | 05:15          | Nieuw-Zeeland  | 3 - 0          | Argentinië     |                |  |
| 26 juli 2021 | 20:45           | 13:45          | Japan          | 1 - 2          | Nieuw-Zeeland  |                |  |
| 28 juli 2021 | 11:45           | 04:45          | Nieuw-Zeeland  | 1 - 2          | Spanje         |                |  |
| 29 juli 2021 | 21:15           | 14:15          | Nieuw-Zeeland  | 0 - 1          | Australië      |                |  |
| 31 juli 2021 | 09:30           | 02:30          | China          | 3 - 2          | Nieuw-Zeeland  |                |  |
|              |                 |                |                |                |                |                |  |
| kwartfinale  | 2 augustus 2021 | 18:30          | 11:30          | Nederland      | 3 - 0          | Nieuw-Zeeland  |  |
|              |                 |                |                |                |                |                |  |
| halve finale | niet geplaatst  | niet geplaatst | niet geplaatst | niet geplaatst | niet geplaatst | niet geplaatst |  |
|              |                 |                |                |                |                |                |  |
| finale       | niet geplaatst  | niet geplaatst | niet geplaatst | niet geplaatst | niet geplaatst | niet geplaatst |  |

### Kanovaren

#### Slalom
Mannen
| atleet         | onderdeel  | series | series | series | series | series    | series | halve finale   | halve finale   | finale         | finale         |                |
| atleet         | onderdeel  | run 1  | rang   | run 2  | rang   | beste run | rang   | tijd           | rang           | tijd           | rang           |                |
| -------------- | ---------- | ------ | ------ | ------ | ------ | --------- | ------ | -------------- | -------------- | -------------- | -------------- | -------------- |
| Callum Gilbert | K-1 slalom | 151,85 | 23     | 101,15 | 20     | 101,15    | 23     | niet geplaatst | niet geplaatst | niet geplaatst | niet geplaatst | niet geplaatst |

Vrouwen
| atlete      | onderdeel  | series | series | series | series | series    | series | halve finale | halve finale | finale         | finale         |
| atlete      | onderdeel  | run 1  | rang   | run 2  | rang   | beste run | rang   | tijd         | rang         | tijd           | rang           |
| ----------- | ---------- | ------ | ------ | ------ | ------ | --------- | ------ | ------------ | ------------ | -------------- | -------------- |
| Luuka Jones | C-1 slalom | 116,55 | 8      | 115,19 | 9      | 115,19    | 11 Q   | 130,39       | 13           | niet geplaatst | niet geplaatst |
| Luuka Jones | K-1 slalom | 110,22 | 10     | 101,72 | 3      | 101,72    | 3 Q    | 108,97       | 5 Q          | 110,67         | 6              |

#### Sprint
Mannen
| atleet                 | onderdeel  | series   | series | kwartfinale | kwartfinale | halve finale | halve finale | finale   | finale |
| atleet                 | onderdeel  | tijd     | rang   | tijd        | rang        | tijd         | rang         | tijd     | rang   |
| ---------------------- | ---------- | -------- | ------ | ----------- | ----------- | ------------ | ------------ | -------- | ------ |
| Max Brown Kurtis Imrie | K-2 1000 m | 3.17,210 | 4 KF   | 3.10,220    | 2 HF        | 3.17,684     | 2 FA         | 3.17,267 | 5      |

Vrouwen
| atlete                                                     | onderdeel | series   | series | kwartfinale | kwartfinale | halve finale | halve finale | finale   | finale |
| atlete                                                     | onderdeel | tijd     | rang   | tijd        | rang        | tijd         | rang         | tijd     | rang   |
| ---------------------------------------------------------- | --------- | -------- | ------ | ----------- | ----------- | ------------ | ------------ | -------- | ------ |
| Lisa Carrington                                            | K-1 200 m | 40,715   | 1 HF   | bye         | bye         | 38,127       | 1 FA         | 38,120   | Goud   |
| Lisa Carrington                                            | K-1 500 m | 1.48,463 | 1 HF   | bye         | bye         | 1.51,680     | 1 FA         | 1.51,216 | Goud   |
| Caitlin Regal                                              | K-1 500 m | 1.50,297 | 3 HF   | bye         | bye         | 1.53,495     | 3 FB         | 1.53,681 | 9      |
| Lisa Carrington Caitlin Regal                              | K-1 500 m | 1.43,836 | 1 HF   | bye         | bye         | 1.36,724     | 1 FA         | 1.35,785 | Goud   |
| Teneale Hatton Alicia Hoskin                               | K-1 500 m | 1.49,832 | 4 KF   | 1.50,507    | 4 HF        | 1.44,119     | 8 FB         | 1.41,121 | 14     |
| Lisa Carrington Teneale Hatton Alicia Hoskin Caitlin Regal | K-4 500 m | 1.33,959 | 2 HF   | bye         | bye         | 1.36,293     | 2 FA         | 1.37,168 | 4      |

### Karate

#### Kata
Vrouwen
| Atleet        | Onderdeel | Eliminatie | Eliminatie | Ranking        | Ranking        | Finale / BM            | Finale / BM    |
| Atleet        | Onderdeel | Score      | Rang       | Score          | Rang           | Tegenstander Resultaat | Rang           |
| ------------- | --------- | ---------- | ---------- | -------------- | -------------- | ---------------------- | -------------- |
| Andrea Anacan | vrouwen   | 23,62      | 5          | niet geplaatst | niet geplaatst | niet geplaatst         | niet geplaatst |

### Paardensport

#### Dressuur
Met Melissa Galloway had Nieuw-Zeeland ook een selectie voor de dressuurwedstrijd. Kort voor de start van de Olympische Spelen trok ze zich terug uit de wedstrijd, ze gaf de verstoorde voorbereidingen door Covid-19 en de Brexit op als reden voor de terugtrekking.

#### Eventing
| ruiter                                 | paard           | onderdeel   | dressuur    | dressuur | cross-country | cross-country | cross-country | springen     | springen     | springen     | springen    | springen | springen |
| ruiter                                 | paard           | onderdeel   | dressuur    | dressuur | cross-country | cross-country | cross-country | kwalificatie | kwalificatie | kwalificatie | finale      | finale   | finale   |
| ruiter                                 | paard           | onderdeel   | strafpunten | rang     | strafpunten   | totaal        | rang          | strafpunten  | totaal       | rang         | strafpunten | totaal   | rang     |
| -------------------------------------- | --------------- | ----------- | ----------- | -------- | ------------- | ------------- | ------------- | ------------ | ------------ | ------------ | ----------- | -------- | -------- |
| Jesse Campbell                         | Diachello       | individueel | 30,10       | 15       | 14,40         | 44,50         | 27            | 0,40         | 44,90        | 22 Q         | 9,60        | 54,50    | 22       |
| Jonelle Price                          | Grovine de Reve | individueel | 30,70       | 17       | 2,00          | 32,70         | 12            | 0,00         | 32,70        | 9 Q          | 9,20        | 41,90    | 11       |
| Tim Price                              | Vitali          | individueel | 25,60       | 5        | 1,20          | 26,80         | 4             | 12,00        | 38,80        | 16 Q         | 21,60       | 60,40    | 25       |
| Jesse Campbell Jonelle Price Tim Price | zie hierboven   | team        | 86,40       | 3        | 17,60         | 104,0         | 4             | 12,40        | 116,40       | 5            | n.v.t.      | n.v.t.   | n.v.t.   |

#### Springen
Oorspronkelijk zou Sharn Wordley aantreden voor de jumping, maar hij gaf op door een blessure bij zijn paard. Hierdoor kon Uma O'Neill deel uit maken van het Nieuw-Zeelandse team, waardoor Tom Tarver-Priebe en Popeye de reserveplaats kregen toegewezen. Een dag voor de teamcompetitie werd er nog een wijziging doorgevoerd in het team.
| ruiter                                      | paard                    | onderdeel   | kwalificatie | kwalificatie | finale         | finale         | finale         |
| ruiter                                      | paard                    | onderdeel   | strafpunten  | rang         | strafpunten    | tijd           | rang           |
| ------------------------------------------- | ------------------------ | ----------- | ------------ | ------------ | -------------- | -------------- | -------------- |
| Bruce Goodin                                | Danny V                  | individueel | 13           | 57           | niet geplaatst | niet geplaatst | niet geplaatst |
| Daniel Meech                                | Cinca                    | individueel | 2            | 30 Q         | EL             | EL             | EL             |
| Uma O'Neill                                 | Clockwise of Greenhill Z | individueel | 17           | 64           | niet geplaatst | niet geplaatst | niet geplaatst |
| Bruce Goodin Tom Tarver-Priebe Daniel Meech | Danny V Popeye Cinca     | team        | 39           | 14           | niet geplaatst | niet geplaatst | niet geplaatst |

### Roeien
Mannen
| atleet | onderdeel   | series  | series | herkansingen | herkansingen | kwartfinale | kwartfinale | halve finale | halve finale | finale  | finale |
| atleet | onderdeel   | tijd    | rang   | tijd         | rang         | tijd        | rang        | tijd         | rang         | tijd    | rang   |
| --- | ----------- | ------- | ------ | ------------ | ------------ | ----------- | ----------- | ------------ | ------------ | ------- | ------ |
| Jordan Parry | skiff       | 7:04,45 | 2 KF   | bye          | bye          | 7.18,48     | 4 HC/D      | 6.57,70      | 1 FC         | 6.55,55 | 13     |
| Chris Harris Jack Lopas | dubbel-twee | 6.12,05 | 3 HA/B | bye          | bye          | n.v.t.      | n.v.t.      | 6.26,08      | 4 FB         | 6.15,51 | 8      |
| Chris Harris Brook Robertson | twee-zonder | 6.56,53 | 3 HA/B | bye          | bye          | n.v.t.      | n.v.t.      | 6.41,46      | 6 FB         | 6.38,30 | 12     |
| Tom Mackintosh Hamish Bond Tom Murray Michael Brake Dan Williamson Phillip Wilson Shaun Kirkham Matt Macdonald Sam Bosworth (s) | acht        | 5.32,11 | 2 H    | 5.22,04      | FA           | n.v.t.      | n.v.t.      | n.v.t.       | n.v.t.       | 5.24,64 | Goud   |

Vrouwen
| atlete | onderdeel   | series  | series | herkansingen | herkansingen | kwartfinale | kwartfinale | halve finale | halve finale | finale     | finale |
| atlete | onderdeel   | tijd    | rang   | tijd         | rang         | tijd        | rang        | tijd         | rang         | tijd       | rang   |
| --- | ----------- | ------- | ------ | ------------ | ------------ | ----------- | ----------- | ------------ | ------------ | ---------- | ------ |
| Emma Twigg | skiff       | 7.35,22 | 1 KF   | bye          | bye          | 7.54,96     | 1 HA/B      | 7.20,70      | 1 FA         | 7.13,97 OR | Goud   |
| Brooke Donoghue Hannah Osborne                                                                                               | dubbel-twee | 6:53.62 | 1 HA/B | bye          | bye          | n.v.t.      | n.v.t.      | 7.09,05      | 2 FA         | 6.44,82    | Zilver |
| Kerri Gowler Grace Prendergast                                                                                               | twee-zonder | 7.19,08 | 1 HA/B | bye          | bye          | n.v.t.      | n.v.t.      | 6.47,41 WR   | 1 FA         | 6.50,19    | Goud   |
| Olivia Loe Eve MacFarlane Georgia Nugent-O'Leary Ruby Tew                                                                    | dubbel-vier | 6.25,23 | 5 H    | 6.39,91      | 3 FB         | n.v.t.      | n.v.t.      | n.v.t.       | n.v.t.       | 6.29,00    | 8      |
| Ella Greenslade Emma Dyke Lucy Spoors Kelsey Bevan Grace Prendergast Kerri Gowler Beth Ross Jackie Gowler Caleb Shepherd (s) | acht        | 6:07.65 | 1 FA   | bye          | bye          | n.v.t.      | n.v.t.      | n.v.t.       | n.v.t.       | 6.00,04    | Zilver |

Legenda: FA=finale A (medailles); FB=finale B (geen medailles); FC=finale C (geen medailles); FD=finale D (geen medailles); FE=finale E (geen medailles); FF=finale F (geen medailles); HA/B=halve finale A/B; HC/D=halve finale C/D; HE/F=halve finale E/F; KF=kwartfinale; H=herkansing

### Rugby
Mannen
| Olympiër | Discipline | Resultaat | Prestatie |
| --- | ---------- | --------- | --------- |
| Scott Curry Tim Mikkelson Tone Ng Shiu Etene Nanai-Seturo Dylan Collier Ngarohi McGarvey-Black Amanaki Nicole Andrew Knewstubb Regan Ware Kurt Baker Joe Webber Sione Molia William Warbrick | mannen     | Zilver    | zie onder |

| Groep A |               |             |             |             |             |            |            |            |        |
| #       | Land          | Wedstrijden | Wedstrijden | Wedstrijden | Wedstrijden | Doelpunten | Doelpunten | Doelpunten | Punten |
| #       | Land          | GW          | W           | G           | V           | V          | T          | Saldo      | Punten |
| 1       | Nieuw-Zeeland | 3           | 3           | 0           | 0           | 99         | 31         | +68        | 9      |
| 2       | Argentinië    | 3           | 2           | 0           | 1           | 99         | 54         | +45        | 7      |
| 3       | Australië     | 3           | 1           | 0           | 2           | 73         | 48         | +25        | 5      |
| 4       | Zuid-Korea    | 3           | 0           | 0           | 3           | 10         | 148        | -138       | 3      |

| Ronde        | Datum        | Lokale tijd | MEZT          | Land          | Score      | Land             |  |
| ------------ | ------------ | ----------- | ------------- | ------------- | ---------- | ---------------- |  |
| groepsfase   |              |             |               |               |            |                  |  |
| 26 juli 2021 | 10:00        | 03:00       | Nieuw-Zeeland | 50 - 5        | Zuid-Korea |                  |  |
| 26 juli 2021 | 17:30        | 10:30       | Nieuw-Zeeland | 35 - 14       | Argentinië |                  |  |
| 27 juli 2021 | 10:30        | 03:30       | Nieuw-Zeeland | 14 - 12       | Australië  |                  |  |
|              |              |             |               |               |            |                  |  |
| kwartfinale  | 27 juli 2021 | 17:30       | 10:30         | Nieuw-Zeeland | 29 - 7     | Groot-Brittannië |  |
|              |              |             |               |               |            |                  |  |
| halve finale | 28 juli 2021 | 11:00       | 03:00         | Nieuw-Zeeland | 29 - 7     | Groot-Brittannië |  |
|              |              |             |               |               |            |                  |  |
| Finale       | 28 juli 2021 | 18:00       | 11:00         | Nieuw-Zeeland | 12 - 27    | Fiji             |  |

Vrouwen
| Olympiër | Discipline | Resultaat | Prestatie |
| --- | ---------- | --------- | --------- |
| Alena Saili Ruby Tui Stacey Fluher Gayle Broughton Risi Pouri-Lane Theresa Fitzpatrick Michaela Blyde Tyla Nathan-Wong Shiray Kaka Sarah Hirini Portia Woodman Kelly Brazier | vrouwen    | Goud      | zie onder |

| Groep A |                  |             |             |             |             |            |            |            |        |
| #       | Land             | Wedstrijden | Wedstrijden | Wedstrijden | Wedstrijden | Doelpunten | Doelpunten | Doelpunten | Punten |
| #       | Land             | GW          | W           | G           | V           | V          | T          | Saldo      | Punten |
| 1       | Nieuw-Zeeland    | 3           | 3           | 0           | 0           | 88         | 28         | +60        | 9      |
| 2       | Groot-Brittannië | 3           | 2           | 0           | 1           | 66         | 38         | +28        | 7      |
| 3       | Russische ploeg  | 3           | 1           | 0           | 2           | 47         | 59         | -12        | 5      |
| 4       | Kenia            | 3           | 0           | 0           | 3           | 19         | 95         | -76        | 3      |

| Ronde        | Datum        | Lokale tijd | MEZT          | Land          | Score            | Land            |  |
| ------------ | ------------ | ----------- | ------------- | ------------- | ---------------- | --------------- |  |
| groepsfase   |              |             |               |               |                  |                 |  |
| 29 juli 2021 | 11:30        | 04:30       | Nieuw-Zeeland | 29 - 7        | Kenia            |                 |  |
| 29 juli 2021 | 18:30        | 11:30       | Nieuw-Zeeland | 26 - 21       | Groot-Brittannië |                 |  |
| 30 juli 2021 | 13:00        | 06:00       | Nieuw-Zeeland | 33' - 0       | Russische ploeg  |                 |  |
|              |              |             |               |               |                  |                 |  |
| kwartfinale  | 30 juli 2021 | 17:30       | 10:30         | Nieuw-Zeeland | 36 - 0           | Russische ploeg |  |
|              |              |             |               |               |                  |                 |  |
| halve finale | 31 juli 2021 | 11:00       | 03:00         | Nieuw-Zeeland | 22 - 17          | Fiji            |  |
|              |              |             |               |               |                  |                 |  |
| Finale       | 31 juli 2021 | 18:00       | 11:00         | Nieuw-Zeeland | 26 - 12          | Frankrijk       |  |

### Schietsport
Vrouwen
| atlete         | onderdeel | kwalificaties | kwalificaties | finale         | finale         |
| atlete         | onderdeel | punten        | rang          | punten         | rang           |
| -------------- | --------- | ------------- | ------------- | -------------- | -------------- |
| Chloe Tipple   | skeet     | 108           | 27            | niet geplaatst | niet geplaatst |
| Natalie Rooney | trap      | 117           | 10            | niet geplaatst | niet geplaatst |

### Schoonspringen
Mannen
| atlete             | onderdeel | series | series | halve finale | halve finale | finale | finale |
| atlete             | onderdeel | punten | rang   | punten       | rang         | punten | rang   |
| ------------------ | --------- | ------ | ------ | ------------ | ------------ | ------ | ------ |
| Anton Down-Jenkins | 3 m plank | 394,45 | 16 Q   | 424,80       | 8 Q          | 415,60 | 8      |

### Surfen
Mannen
| atleet          | onderdeel | eerste ronde | eerste ronde | tweede ronde | tweede ronde | derde ronde             | kwartfinale          | halve finale         | finale / BM          | finale / BM    |
| atleet          | onderdeel | score        | rang         | score        | rang         | tegenstander uitslag    | tegenstander uitslag | tegenstander uitslag | tegenstander uitslag | rang           |
| --------------- | --------- | ------------ | ------------ | ------------ | ------------ | ----------------------- | -------------------- | -------------------- | -------------------- | -------------- |
| Billy Stairmand | surfen    | 9,97         | 3            | 11,34        | 3 Q          | Ferreira V 9,67 - 14,54 | niet geplaatst       | niet geplaatst       | niet geplaatst       | niet geplaatst |

Vrouwen
| atleet        | onderdeel | eerste ronde | eerste ronde | tweede ronde | tweede ronde | derde ronde             | kwartfinale          | halve finale         | finale / BM          | finale / BM    |
| atleet        | onderdeel | score        | rang         | score        | rang         | tegenstander uitslag    | tegenstander uitslag | tegenstander uitslag | tegenstander uitslag | rang           |
| ------------- | --------- | ------------ | ------------ | ------------ | ------------ | ----------------------- | -------------------- | -------------------- | -------------------- | -------------- |
| Ella Williams | surfen    | 9,70         | 2 Q          | bye          | bye          | Hennessy V 7,73 - 12,00 | niet geplaatst       | niet geplaatst       | niet geplaatst       | niet geplaatst |

### Taekwondo
Mannen
| atleet    | onderdeel | eerste ronde         | kwartfinale          | halve finale         | herkansing           | finale / BM          | finale / BM    |
| atleet    | onderdeel | tegenstander uitslag | tegenstander uitslag | tegenstander uitslag | tegenstander uitslag | tegenstander uitslag | rang           |
| --------- | --------- | -------------------- | -------------------- | -------------------- | -------------------- | -------------------- | -------------- |
| Tom Burns | -68 kg    | Sinden V 8 - 53      | niet geplaatst       | niet geplaatst       | Reçber V 8 - 23      | niet geplaatst       | niet geplaatst |

### Tennis
Mannen
| atleet                       | onderdeel  | eerste ronde         | tweede ronde                   | derde ronde           | kwartfinale                      | halve finale             | finale / BM                    | finale / BM |
| atleet                       | onderdeel  | tegenstander uitslag | tegenstander uitslag           | tegenstander uitslag  | tegenstander uitslag             | tegenstander uitslag     | tegenstander uitslag           | rang        |
| ---------------------------- | ---------- | -------------------- | ------------------------------ | --------------------- | -------------------------------- | ------------------------ | ------------------------------ | ----------- |
| Marcus Daniell Michael Venus | dubbelspel | n.v.t.               | Gerasimov / Ivashka W 6-3, 7-6 | Koolhof / Rojer W W/O | Cabal / Farah W 6-3, 3-6, [10-7] | Čilić / Dodig V 2-6, 2-6 | Krajicek / Sandgren W 7-6, 6-2 | Brons       |

### Triatlon
Individueel
| Atleet              | Evenement | Zwemmen(1.5 km) | Rang 1 | Fietsen (40 km) | Rang 2 | Lopen(10 km) | Totaal Tijd | Ranking |
| ------------------- | --------- | --------------- | ------ | --------------- | ------ | ------------ | ----------- | ------- |
| Tayler Reid         | Mannen    | 17.45           |        | 56.40           |        | 31.25        | 1.46.54     | 18      |
| Hayden Wilde        | Mannen    | 18.17           |        | 57.07           |        | 29.52        | 1.45.24     | Brons   |
| Ainsley Thorpe      | Vrouwen   | 19.15           |        | DNF             | DNF    | DNF          | DNF         | DNF     |
| Nicole van der Kaay | Vrouwen   | 19.35           |        | 1.05.02         |        | 37.34        | 2.03.26     | 29      |

Gemengd
| Atleet              | Evenement   | Zwemmen (250 m) | Rang 1 | Fietsen (7 km) | Rang 2 | Lopen (1.5 km) | Totaal Groeps tijd | Ranking |
| ------------------- | ----------- | --------------- | ------ | -------------- | ------ | -------------- | ------------------ | ------- |
| Ainsley Thorpe      | Mixed relay | 3.51            |        | 10.33          |        | 7.06           | 1.26.53            | 12      |
| Tayler Reid         | Mixed relay | 3.56            |        | 9.49           |        | 5.49           | 1.26.53            | 12      |
| Nicole van der Kaay | Mixed relay | 4.39            |        | 10.47          |        | 6.20           | 1.26.53            | 12      |
| Hayden Wilde        | Mixed relay | 4.21            |        | 9.29           |        | 5.41           | 1.26.53            | 12      |

### Voetbal
Mannen
| Atleten | Discipline | Resultaat   | Prestatie |
| --- | ---------- | ----------- | --------- |
| Michael Woud Winston Reid Liberato Cacace Nando Pijnaker Michael Boxall Clayton Lewis Elijah Just Joe Bell Chris Wood Marko Stamenic Joe Champness Callum McCowatt Jamie Searle George Stanger Dane Ingham Gianni Stensness Callan Elliot Ben Waine Matthew Garbett Sam Sutton Ben Old Alex Paulsen | mannen     | kwartfinale | zie onder |

| Groep |               |             |             |             |             |            |            |            |        |
| #     | Land          | Wedstrijden | Wedstrijden | Wedstrijden | Wedstrijden | Doelpunten | Doelpunten | Doelpunten | Punten |
| #     | Land          | G           | W           | G           | V           | V          | T          | Saldo      | Punten |
| 1     | Zuid-Korea    | 3           | 2           | 0           | 1           | 10         | 1          | +9         | 6      |
| 2     | Nieuw-Zeeland | 3           | 1           | 1           | 1           | 3          | 3          | 0          | 4      |
| 3     | Roemenië      | 3           | 1           | 1           | 1           | 1          | 4          | -3         | 4      |
| 4     | Honduras      | 3           | 1           | 0           | 2           | 3          | 9          | -6         | 3      |

| Ronde        | Datum          | Lokale tijd    | MEZT           | Land           | Score          | Land           |  |
| ------------ | -------------- | -------------- | -------------- | -------------- | -------------- | -------------- |  |
| groepsfase   |                |                |                |                |                |                |  |
| 22 juli 2021 | 17:00          | 10:00          | Nieuw-Zeeland  | 1 - 0          | Zuid-Korea     |                |  |
| 25 juli 2021 | 17:00          | 10:00          | Nieuw-Zeeland  | 2 - 3          | Honduras       |                |  |
| 28 juli 2021 | 17:30          | 10:30          | Roemenië       | 0 - 0          | Nieuw-Zeeland  |                |  |
|              |                |                |                |                |                |                |  |
| kwartfinale  | 31 juli 2021   | 18:00          | 11:00          | Japan          | 0 - 0 4 - 2    | Nieuw-Zeeland  |  |
|              |                |                |                |                |                |                |  |
| halve finale | niet geplaatst | niet geplaatst | niet geplaatst | niet geplaatst | niet geplaatst | niet geplaatst |  |
|              |                |                |                |                |                |                |  |
| finale       | niet geplaatst | niet geplaatst | niet geplaatst | niet geplaatst | niet geplaatst | niet geplaatst |  |

Vrouwen
| Atleten | Discipline | Resultaat  | Prestatie |
| --- | ---------- | ---------- | --------- |
| Erin Nayler Ria Percival Anna Green C. J. Bott Meikayla Moore Claudia Bunge Ali Riley Abby Erceg Gabi Rennie Annalie Longo Olivia Chance Betsy Hassett Paige Satchell Katie Bowen Daisy Cleverley Emma Rolston Hannah Wilkinson Anna Leat Elizabeth Anton Marisa van der Meer Michaela Robertson Victoria Esson | vrouwen    | groepsfase | zie onder |

| Groep |                  |             |             |             |             |            |            |            |        |
| #     | Land             | Wedstrijden | Wedstrijden | Wedstrijden | Wedstrijden | Doelpunten | Doelpunten | Doelpunten | Punten |
| #     | Land             | G           | W           | G           | V           | V          | T          | Saldo      | Punten |
| 1     | Zweden           | 3           | 3           | 0           | 0           | 9          | 2          | +7         | 9      |
| 2     | Verenigde Staten | 3           | 1           | 1           | 1           | 6          | 4          | +2         | 4      |
| 3     | Australië        | 3           | 1           | 1           | 1           | 4          | 5          | -1         | 4      |
| 4     | Nieuw-Zeeland    | 3           | 0           | 0           | 3           | 2          | 10         | -8         | 0      |

| Ronde        | Datum          | Lokale tijd    | MEZT           | Land           | Score            | Land           |  |
| ------------ | -------------- | -------------- | -------------- | -------------- | ---------------- | -------------- |  |
| groepsfase   |                |                |                |                |                  |                |  |
| 21 juli 2021 | 20:30          | 13:30          | Australië      | 2 - 1          | Nieuw-Zeeland    |                |  |
| 24 juli 2021 | 20:30          | 13:30          | Nieuw-Zeeland  | 1 - 6          | Verenigde Staten |                |  |
| 27 juli 2021 | 17:00          | 10:00          | Nieuw-Zeeland  | 0 - 2          | Zweden           |                |  |
|              |                |                |                |                |                  |                |  |
| kwartfinale  | niet geplaatst | niet geplaatst | niet geplaatst | niet geplaatst | niet geplaatst   | niet geplaatst |  |
|              |                |                |                |                |                  |                |  |
| halve finale | niet geplaatst | niet geplaatst | niet geplaatst | niet geplaatst | niet geplaatst   | niet geplaatst |  |
|              |                |                |                |                |                  |                |  |
| finale       | niet geplaatst | niet geplaatst | niet geplaatst | niet geplaatst | niet geplaatst   | niet geplaatst |  |

### Wielersport

#### Baanwielrennen
Mannen
Sprint
| atleet         | onderdeel | kwalificaties | kwalificaties | ronde 1           | herkansing 1            | ronde 2              | herkansing 2         | ronde 3              | herkansing 3           | kwartfinale          | halve finale         | finale               | finale         |
| atleet         | onderdeel | tijd          | rang          | tegenstander tijd | tegenstander uitslag    | tegenstander uitslag | tegenstander uitslag | tegenstander uitslag | tegenstander uitslag   | tegenstander uitslag | tegenstander uitslag | tegenstander uitslag | rang           |
| -------------- | --------- | ------------- | ------------- | ----------------- | ----------------------- | -------------------- | -------------------- | -------------------- | ---------------------- | -------------------- | -------------------- | -------------------- | -------------- |
| Sam Webster    | sprint    | 9,631         | 18 Q          | Rudyk W 10,099    | n.v.t.                  | Vigier W 9,845       | n.v.t.               | Levy V +0,132        | Vigier Sahrom V +0,101 | niet geplaatst       | niet geplaatst       | niet geplaatst       | niet geplaatst |
| Ethan Mitchell | sprint    | 9,705         | 24 Q          | Hoogland V +0,233 | Awang Quintero V +0,549 | niet geplaatst       | niet geplaatst       | niet geplaatst       | niet geplaatst         | niet geplaatst       | niet geplaatst       | niet geplaatst       | niet geplaatst |

Teamsprint
| atleet                                                | onderdeel  | kwalificatie | kwalificatie | halve finale      | halve finale | finale 7/8        | finale 7/8 |
| atleet                                                | onderdeel  | tijd         | rang         | tegenstander tijd | rang         | tegenstander tijd | rang       |
| ----------------------------------------------------- | ---------- | ------------ | ------------ | ----------------- | ------------ | ----------------- | ---------- |
| Sam Dakin* Ethan Mitchell Sam Webster Callum Saunders | teamsprint | 43,066       | 5 Q          | V 42,978          | 7 FD         | W 43,703          | 7          |

*Dakin werd in de finale vervangen door Saunders.
Keirin
| atleet          | onderdeel | ronde 1 | herkansing | kwartfinale    | halve finale   | finale         |
| atleet          | onderdeel | rang    | rang       | rang           | rang           | rang           |
| --------------- | --------- | ------- | ---------- | -------------- | -------------- | -------------- |
| Sam Webster     | keirin    | 5       | 3          | niet geplaatst | niet geplaatst | niet geplaatst |
| Callum Saunders | keirin    | 2 Q     | n.v.t.     | 5              | niet geplaatst | niet geplaatst |

Koppelkoers
| atleet                         | onderdeel   | rondespunten | sprinterspunten | totaal | rang |
| ------------------------------ | ----------- | ------------ | --------------- | ------ | ---- |
| Campbell Stewart Corbin Strong | koppelkoers | -20          | 3               | -17    | 11   |

Ploegenachtervolging
| atleet                                               | onderdeel            | kwalificatie | kwalificatie | halve finale         | halve finale | finale 3/4           | finale 3/4 |
| atleet                                               | onderdeel            | tijd         | rang         | tegenstander uitslag | rang         | tegenstander uitslag | rang       |
| ---------------------------------------------------- | -------------------- | ------------ | ------------ | -------------------- | ------------ | -------------------- | ---------- |
| Aaron Gate Campbell Stewart Regan Gough Jordan Kerby | ploegenachtervolging | 3:46,079     | 3 Q          | V 3:42,397           | 3 FB         | V OVL                | 4          |

Omnium
| atleet           | onderdeel | scratchrace | scratchrace | temporace | temporace | afvalrace | afvalrace | puntenrace | puntenrace | totaal punten | rang   |
| atleet           | onderdeel | rang        | punten      | rang      | punten    | rang      | punten    | rang       | punten     | totaal punten | rang   |
| ---------------- | --------- | ----------- | ----------- | --------- | --------- | --------- | --------- | ---------- | ---------- | ------------- | ------ |
| Campbell Stewart | omnium    | 7           | 28          | 12        | 18        | 5         | 32        |            | 51         | 129           | Zilver |

Vrouwen
Sprint
| atlete          | onderdeel | kwalificaties | kwalificaties | ronde 1            | herkansing 1         | ronde 2              | herkansing 2         | ronde 3              | herkansing 3             | kwartfinale          | halve finale         | finale               | finale         |
| atlete          | onderdeel | tijd          | rang          | tegenstander tijd  | tegenstander uitslag | tegenstander uitslag | tegenstander uitslag | tegenstander uitslag | tegenstander uitslag     | tegenstander uitslag | tegenstander uitslag | tegenstander uitslag | rang           |
| --------------- | --------- | ------------- | ------------- | ------------------ | -------------------- | -------------------- | -------------------- | -------------------- | ------------------------ | -------------------- | -------------------- | -------------------- | -------------- |
| Ellesse Andrews | sprint    | 10,563        | 11 Q          | McCulloch W 10,996 | n.v.t.               | Starikova V +0,026   | Bao W 11,144         | Mitchell V +0,005    | Starikova Zhong V +0,007 | niet geplaatst       | niet geplaatst       | niet geplaatst       | niet geplaatst |
| Kirstie James   | sprint    | 11,116        | 27            | niet geplaatst     | niet geplaatst       | niet geplaatst       | niet geplaatst       | niet geplaatst       | niet geplaatst           | niet geplaatst       | niet geplaatst       | niet geplaatst       | niet geplaatst |

Keirin
| atlete          | onderdeel | ronde 1 | herkansing | ronde 2 | ronde 3 | finale |
| atlete          | onderdeel | rang    | rang       | rang    | rang    | rang   |
| --------------- | --------- | ------- | ---------- | ------- | ------- | ------ |
| Ellesse Andrews | keirin    | 4       | 1 Q        | 2 Q     | 2 FA    | Zilver |

Koppelkoers
| atlete                         | onderdeel   | rondespunten | sprinterspunten | totaal | rang |
| ------------------------------ | ----------- | ------------ | --------------- | ------ | ---- |
| Jessie Hodges Rushlee Buchanan | koppelkoers | -40          | 1               | -39    | 11   |

Ploegenachtervolging
| atlete                                                                     | onderdeel            | kwalificatie | kwalificatie | halve finale         | halve finale | finale 7/8           | finale 7/8 |
| atlete                                                                     | onderdeel            | tijd         | rang         | tegenstander uitslag | rang         | tegenstander uitslag | rang       |
| -------------------------------------------------------------------------- | -------------------- | ------------ | ------------ | -------------------- | ------------ | -------------------- | ---------- |
| Holly Edmondston Bryony Botha Kirstie James Jaime Nielsen Rushlee Buchanan | ploegenachtervolging | 4:12,536     | 6 Q          | V 4:10,223           | 7 FD         | V 4:10,600           | 8          |

Omnium
| atlete           | onderdeel | scratchrace | scratchrace | temporace | temporace | afvalrace | afvalrace | puntenrace | puntenrace | totaal punten | rang |
| atlete           | onderdeel | rang        | punten      | rang      | punten    | rang      | punten    | rang       | punten     | totaal punten | rang |
| ---------------- | --------- | ----------- | ----------- | --------- | --------- | --------- | --------- | ---------- | ---------- | ------------- | ---- |
| Holly Edmondston | omnium    | 9           | 24          | 14        | 14        | 10        | 22        |            | 7          | 67            | 10   |

#### BMX
Vrouwen
Race
| atlete        | onderdeel | kwartfinale | kwartfinale | halve finale | halve finale | finale         | finale         |
| atlete        | onderdeel | punten      | rang        | punten       | rang         | uitslag        | rang           |
| ------------- | --------- | ----------- | ----------- | ------------ | ------------ | -------------- | -------------- |
| Rebecca Petch | race      | 10          | 3 Q         | 16           | 6            | niet geplaatst | niet geplaatst |

#### Mountainbiken
Mannen
| atleet       | onderdeel    | tijd          | rang |
| ------------ | ------------ | ------------- | ---- |
| Anton Cooper | mountainbike | 1:26:00 +0:46 | 6    |

#### Wegwielrennen
Mannen
| atleet         | onderdeel    | tijd       | rang |
| -------------- | ------------ | ---------- | ---- |
| Patrick Bevin  | wegwedstrijd | DNF        | DNF  |
| Patrick Bevin  | tijdrit      | 57:24,29   | 10   |
| George Bennett | wegwedstrijd | 6:11:46    | 26   |
| George Bennett | tijdrit      | 1:00:28,39 | 25   |

### Zeilen
Mannen
| atleet                          | onderdeel | race | race | race | race | race | race | race | race | race | race | race   | race   | race | netto punten | eindnotering |
| atleet                          | onderdeel | 1    | 2    | 3    | 4    | 5    | 6    | 7    | 8    | 9    | 10   | 11     | 12     | M    | netto punten | eindnotering |
| ------------------------------- | --------- | ---- | ---- | ---- | ---- | ---- | ---- | ---- | ---- | ---- | ---- | ------ | ------ | ---- | ------------ | ------------ |
| Sam Meech                       | Laser     | 19   | 19   | 8    | 16   | 14   | 3    | 2    | 13   | 11   | 3    | n.v.t. | n.v.t. | 20   | 109          | 10           |
| Josh Junior                     | Finn      | 12   | 10   | 3    | 7    | 8    | 5    | 1    | 4    | 8    | 1    | n.v.t. | n.v.t. | 16   | 63           | 5            |
| Paul Snow-Hansen Daniel Willcox | 470       | 6    | 2    | 7    | 1    | 5    | 7    | 13   | 8    | 6    | 3    | n.v.t. | n.v.t. | 6    | 57           | 4            |
| Peter Burling Blair Tuke        | 49er      | 12   | 3    | 7    | 2    | 10   | 1    | 3    | 6    | 2    | 5    | 2      | 11     | 6    | 58           | Zilver       |

Vrouwen
| atlete                        | onderdeel | race | race | race | race | race | race | race | race | race | race | race | race | race           | netto punten | eindnotering |
| atlete                        | onderdeel | 1    | 2    | 3    | 4    | 5    | 6    | 7    | 8    | 9    | 10   | 11   | 12   | M              | netto punten | eindnotering |
| ----------------------------- | --------- | ---- | ---- | ---- | ---- | ---- | ---- | ---- | ---- | ---- | ---- | ---- | ---- | -------------- | ------------ | ------------ |
| Alexandra Maloney Molly Meech | 49erFX    | 16   | 22   | 5    | 12   | 4    | 4    | 8    | 3    | 18   | 6    | 20   | 6    | niet geplaatst | 102          | 12           |

Gemengd
| atleten                      | onderdeel | race | race | race | race | race | race | race | race | race | race | race | race | race           | netto punten | eindnotering |
| atleten                      | onderdeel | 1    | 2    | 3    | 4    | 5    | 6    | 7    | 8    | 9    | 10   | 11   | 12   | M              | netto punten | eindnotering |
| ---------------------------- | --------- | ---- | ---- | ---- | ---- | ---- | ---- | ---- | ---- | ---- | ---- | ---- | ---- | -------------- | ------------ | ------------ |
| Micah Wilkinson Erica Dawson | Nacra 17  | 11   | 12   | 13   | 11   | 8    | 12   | 15   | 9    | 18   | 17   | 8    | 12   | niet geplaatst | 130          | 12           |

### Zwemmen
Mannen
| atleet          | onderdeel        | series     | series | halve finale | halve finale | finale         | finale         |
| atleet          | onderdeel        | tijd       | rang   | tijd         | rang         | tijd           | rang           |
| --------------- | ---------------- | ---------- | ------ | ------------ | ------------ | -------------- | -------------- |
| Zac Reid        | 400 m vrije slag | 3.49,85    | 23     | n.v.t.       | n.v.t.       | niet geplaatst | niet geplaatst |
| Zac Reid        | 800 m vrije slag | 7.53,06 NR | 18     | n.v.t.       | n.v.t.       | niet geplaatst | niet geplaatst |
| Lewis Clareburt | 200 m wisselslag | 1.57,27 NR | 3 Q    | 1.57,55      | 7 Q          | 1.57,70        | 8              |
| Lewis Clareburt | 400 m wisselslag | 4.09,49 NR | 2 Q    | n.v.t.       | n.v.t.       | 4.11,22        | 7              |

Vrouwen
| atlete                                               | onderdeel          | series     | series | halve finale   | halve finale   | finale         | finale         |
| atlete                                               | onderdeel          | tijd       | rang   | tijd           | rang           | tijd           | rang           |
| ---------------------------------------------------- | ------------------ | ---------- | ------ | -------------- | -------------- | -------------- | -------------- |
| Ali Galyer                                           | 100 m rugslag      | 1.02,65    | 33     | niet geplaatst | niet geplaatst | niet geplaatst | niet geplaatst |
| Ali Galyer                                           | 200 m rugslag      | 2.15,16    | 24     | niet geplaatst | niet geplaatst | niet geplaatst | niet geplaatst |
| Erika Fairweather                                    | 200 m vrije slag   | 1.57,26    | 14 Q   | 1.59,14        | 16             | niet geplaatst | niet geplaatst |
| Erika Fairweather                                    | 400 m vrije slag   | 4.02,28 NR | 4 Q    | n.v.t.         | n.v.t.         | 4.08,01        | 8              |
| Eve Thomas                                           | 800 m vrije slag   | 8.32,51    | 18     | n.v.t.         | n.v.t.         | niet geplaatst | niet geplaatst |
| Eve Thomas                                           | 1500 m vrije slag  | 16.29,66   | 26     | n.v.t.         | n.v.t.         | niet geplaatst | niet geplaatst |
| Hayley McIntosh                                      | 1500 m vrije slag  | 16.44,43   | 51     | n.v.t.         | n.v.t.         | niet geplaatst | niet geplaatst |
| Carina Doyle Erika Fairweather Ali Galyer Eve Thomas | 4x200 m vrije slag | 8.06,16    | 12     | n.v.t.         | n.v.t.         | niet geplaatst | niet geplaatst |